# Weiteveen
Weiteveen, tot 1954 Nieuw-Schoonebekerveld geheten, is een dorp in de Nederlandse provincie Drenthe, gemeente Emmen, met ongeveer 1.665 inwoners (2023). Tot de gemeentelijke herindeling op 1 januari 1998 maakte Weiteveen deel uit van de gemeente Schoonebeek.

## Geschiedenis
Weiteveen is een veenkolonie, ontstaan aan het begin van de twintigste eeuw door de ontginning van het Amsterdamsche Veld, "Schoonebeekerveld" en het Nieuw-Schoonebeekerveld. Om precies te zijn ontstonden er twee nederzettingen: een oostelijke nederzetting, voornamelijk bevolkt door katholieken uit het Duitse grensgebied, en een kleinere westelijke nederzetting met voornamelijk protestanten uit Schoonebeek en andere Drentse dorpen. In 1954 werden de delen verenigd onder de naam Weiteveen, afgeleid van de destijds veel voorkomende boekweitteelt in het veengebied.
In 2024 vond een geruchtmakende dubbele moord plaats in Weiteveen.

## Tabernakel van Weiteveen

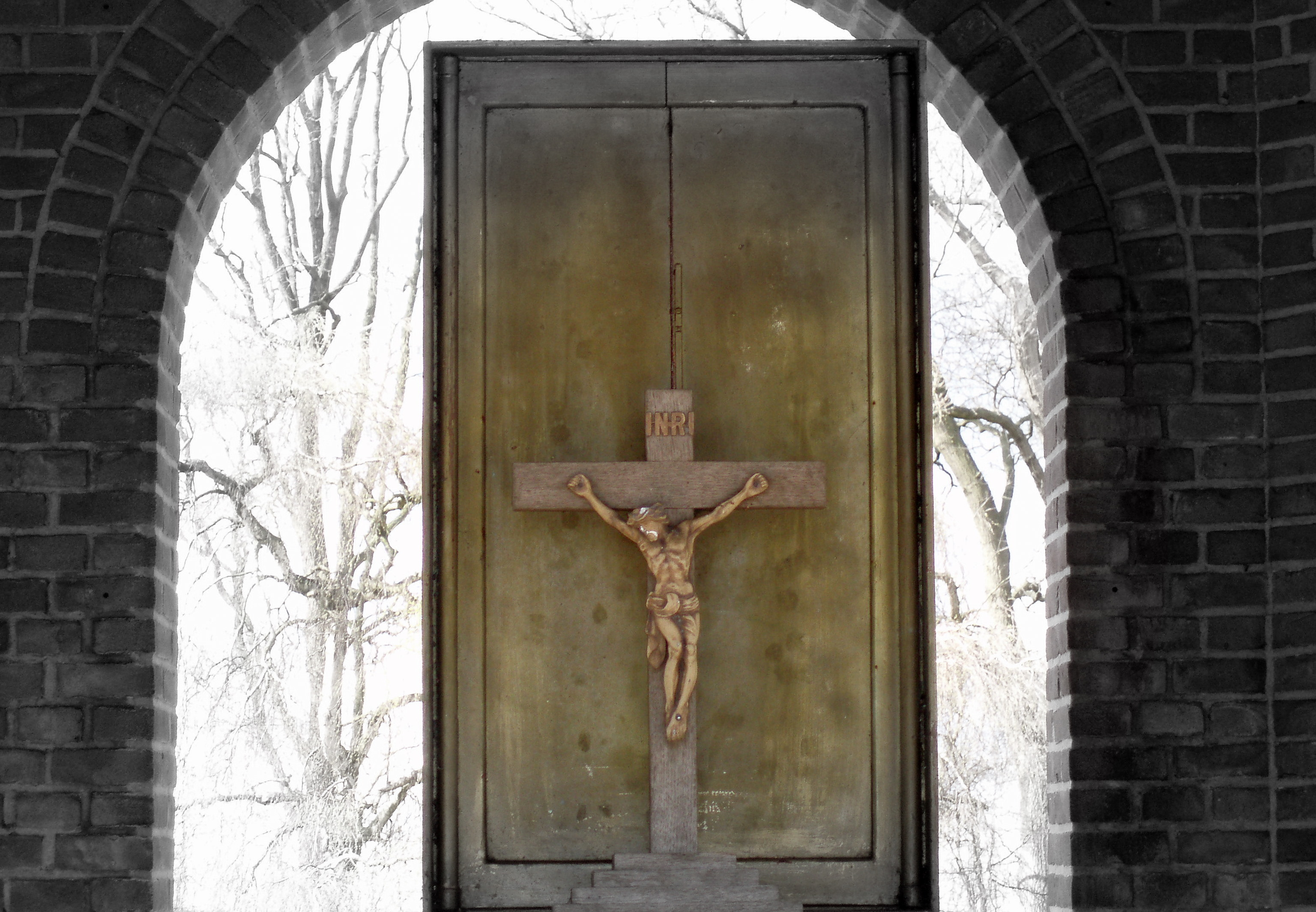
Het Tabernakel van Weiteveen op het Kerkhof O.L.V. Koningin van de Vrede

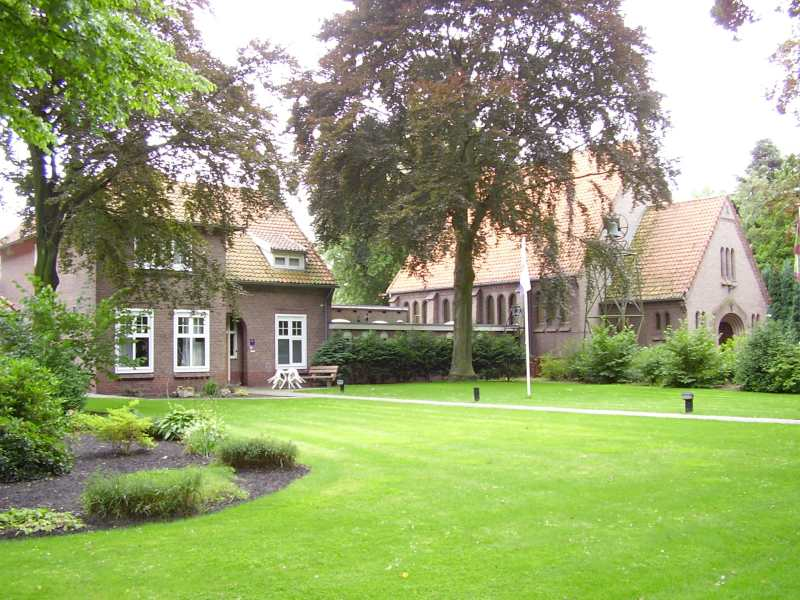
De rooms-katholieke kerk en het Veenloopcentrum in Weiteveen

De katholieke kerk in het dorp is de Maria Koningin van de Vredekerk. Deze stamt uit 1919 en werd met schenkingen uit het hele land bekostigd. In 1925 ontstond grote beroering, omdat het tabernakel was gestolen. Weiteveen haalde hiermee het landelijke nieuws. Bij een massale zoektocht vonden twee jongens bij toeval het tabernakel terug in de berm van een veenweg, bedekt met heideplaggen. Het werd in een processie teruggedragen in de kerk. Behalve aan dit voorval besteedden de (katholieke) media ook aandacht aan de bittere armoede in de veenkolonie. Daarop kwamen uit het hele land schenkingen binnen, zodat de kerk niet alleen een nieuw tabernakel, maar ook een nieuw altaar en enkele andere attributen kon aanschaffen. Het oude altaar werd verwerkt in een monument bij de kerk. Het tabernakel is te zien in een kapel op het Kerkhof O.L.V. Koningin van de Vrede.
Weiteveen heeft ook een protestantse kerk.

## Voorzieningen
Belangrijkste voorzieningen zijn een katholieke basisschool, voetbalclub, een zwembad en een ijsbaan. Daarnaast is er een benzinestation, drogisterij en enkele horecagelegenheden.

## Bezienswaardigheden
Het landschap binnen het dorpsgebied van Weiteveen omvat landbouwgebied (veenontginningen) en enkele kleine bospercelen. Daarnaast grenst het dorp aan het Bargerveen, een groot hoogveenreservaat van Staatsbosbeheer. Het is een van de weinige gebieden in Zuidoost-Drenthe waar het oorspronkelijke veenlandschap grotendeels bewaard is gebleven. Enkele delen van het gebied zijn nooit door de mens beroerd en vormen dus als zodanig een oerlandschap. Behalve natuur zijn er ook enkele plaggenhutjes te bewonderen die een beeld geven van hoe erbarmelijk het leven in het veen geweest moet zijn. Het Bargerveen is o.a. via de Zuidersloot in Weiteveen toegankelijk. Vanuit het Veenloopcentrum, gevestigd in de oude pastorie aan de Zusterweg, worden veenlopen georganiseerd.